# Podwójne zagrożenie
Podwójne zagrożenie (ang. Double Jeopardy) – amerykańsko-kanadyjsko-niemiecki thriller z 1999 roku w reżyserii Bruce’a Beresforda. Zdjęcia kręcono w Nowym Orleanie i Vancouver oraz w stanie Waszyngton.

## Fabuła
Mąż i żona wypływają jachtem. W środku nocy kobieta zauważa, że męża nie ma na jachcie. Są za to ślady krwi i narzędzie zbrodni. Pojawia się straż graniczna i Libby zostaje oskarżona o morderstwo męża. Libby prosi swoją przyjaciółkę Angelę, żeby adoptowała jej 5-letniego syna Matty'ego. Dzięki pomocy przyjaciółek z więzienia: Margaret oraz Evelyn wykorzystuje telefon i podąża ich śladem aż do San Francisco. Tam ku swemu przerażeniu stwierdza, że mieszkają oni z Nickiem, który wyreżyserował własną "śmierć" i zmienił tożsamość. Libby po sześciu latach zostaje zwolniona i trafia pod opiekę kuratora Travisa Lehmana. Postanawia się zemścić na swoim mężu i odzyskać syna.

## Główne role
- Tommy Lee Jones - Travis Lehman
- Ashley Judd - Libby Parsons
- Bruce Greenwood - Nick Parsons
- Annabeth Gish - Angela Green
- Benjamin Weir - Matty Parsons
- Roma Maffia - Margaret Skolowski
- Davenia McFadden - Evelyn Lake
- David Jacox - deputowany Ben